# Ernst Rebeur-Paschwitz

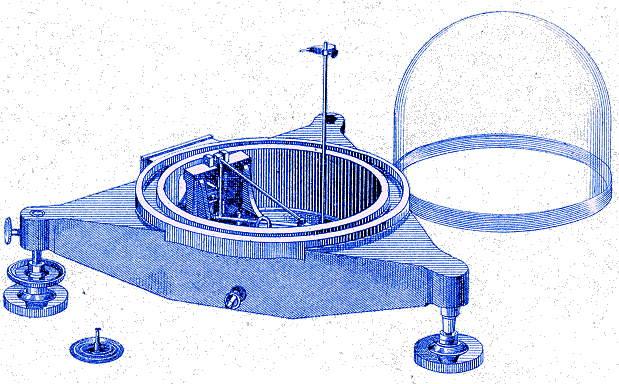
A Paschwitz által tökéletesített inga

Ernst Ludwig August von Rebeur-Paschwitz (Frankfurt, 1861. augusztus 9. – Merseburg, 1895. október 3.) német csillagász és geofizikus, a szeizmológia tudományának létrehozója.

## Pályafutása
Ernst Rebeur-Paschwitz a frankfurti és breslaui középiskolái után Lipcsében, Genfben és Berlinben csillagászatot és matematikát tanult. Doktori fokozatát 1883-ban a Berlini Egyetemen szerezte, disszertációja az üstökösök mozgásáról szólt.
Megfigyelőként dolgozott a berlini és a karlsruhei csillagvizsgálókban. A Nap megfigyelésével foglalkozott. 1888-ban a teljes munkaidős állását fel kellett adnia, mivel gümőkórban megbetegedett. Tanulmányait tovább folytatva 1889-ben habilitált csillagászatból. Hosszabb ideig Tenerife szigetén tartózkodott, ahol folytatta csillagászati megfigyeléseit. A tenerifei klímától remélt gyógyulás vagy javulás azonban nem következett be.
Egyik fő munkája a horizontális inga továbbfejlesztése volt. Ezzel alkalmassá vált pontos csillagászati mérésekre. A potsdami ingával ezután a Hold árapályhatását tanulmányozta, arra volt kíváncsi, hogy a Föld kőzetei hogyan viselkednek, mennyit mozdulnak az árapály hatására. 1889. április 17-én a műszer furcsa jeleket rögzített. Mint később kiderült, egy tokiói földrengés nyomait rögzítette. Ez volt az első alkalom arra, hogy egy távoli földrengés hatásait kontinensekkel odébb regisztrálták, ez a megfigyelés vezetett a szeizmológia tudományának kialakulásához. 1892-ben egy másik távoli földrengést is regisztrált, ezúttal a strasbourgi ingával.
Tuberkulózisa súlyosbodása ellenére megfigyelési eredményeit még közzétette, sőt már 1895-ben javasolta egy globális megfigyelőhálózat felállítását.
Alig 34 évesen meghalt súlyos betegségében. A felfedezés és a teljesítmény emlékére a fiatalon elhunyt kutatóról a Német Geofizikai Társaság díjat alapított. A Rebeur-Paschwitz-díjat kiemelkedő geofizikai kutatási eredményekért adományozzák.

## Fordítás
- Ez a szócikk részben vagy egészben  az   Ernst von Rebeur-Paschwitz című német Wikipédia-szócikk fordításán alapul.  Az eredeti cikk szerkesztőit annak laptörténete sorolja fel. Ez a jelzés csupán a megfogalmazás eredetét és a szerzői jogokat jelzi, nem szolgál a cikkben szereplő információk forrásmegjelöléseként.